# Среднянская поселковая община
Среднянская поселковая общи́на (укр. Середнянська селищна громада) — территориальная община в Ужгородском районе Закарпатской области Украины.
Административный центр — посёлок Среднее.
Население составляет 14 363 человека. Площадь — 220,1 км².

## Населённые пункты
В состав общины входит 1 посёлок (Среднее) и 14 сёл:
- Волково
- Дубровка
- Ирлява
- Андреевка
- Чабановка
- Кибляры
- Гайдош
- Линцы
- Пацканёво
- Худлёво
- Анталовцы
- Верхняя Солотвина
- Ляховцы
- Чертеж